# Villar del Buey (kommun)
Villar del Buey är en kommun i Spanien.   Den ligger i provinsen Provincia de Zamora och regionen Kastilien och Leon, i den nordvästra delen av landet, 240 km väster om huvudstaden Madrid. Antalet invånare är 700.